# Dinastia VII d'Egipte
Amb la caiguda de la dinastia VI, que va posar fi a l'Regne antic, amb la dinastia VII es va iniciar l'anomenat primer període intermedi. Els disturbis van afavorir l'aparició de poders regionals davant del poder de Memfis. Els governants dels nomós van assolir el poder al seu territori i es van erigir en prínceps locals, de vegades competint amb els faraons que governaven en la teòrica línia legítima de Memfis. Així, alguns faraons de les llista foren simultanis a d'altres, en especial els que regnaven a Herakleòpolis i a Tebes. El papir de Torí en té poques entrades i diu que el període es va iniciar 955 anys després de la unificació del país per Menes, cosa que donaria al tomb del 2200 aC. Les dates varien entre el 2250 ac i el 1150 aC. Es creu que el temps de la dinastia no va superar una generació.
Manethó, per referir-se a la curta durada dels regnats i als molts faraons, diu que "70 reis van regnar en 70 dies", segons la primera còpia de l'Africà (segle iii), si bé aquest punt és modificat en una segona còpia d'Eusebi (segle iv), en què apareixen 5 reis que no s'esmenten. Per a la dinastia VIII, l'Àfricà en dona 27, i Eusebi 5. És Manethó el qui va originar la divisió en aquestes dinasties que avui dia tendeixen a ser considerades simplement la continuació de la dinastia VI, amb efímers reis, als quals planten cara els nomarques (esdevinguts sobirans) d'Herakleòpolis i de Tebes.
Cap altra font indica un trencament després de la dinastia VI. Fins i tot, s'ha suggerit que les dinasties VII i VIII en l'original de Manethó serien línies de suma: la VII per la suma de tots els sobirans anteriors, i la VIII per la suma dels de la dinastia VI.
La llista de Saqqara, la llista d'Abidos i el papir de Torí no n'esmenten cap trencament i són del període de la dinastia XIX, mentre que la de Manethó és del segle III aC. La llista de Saqqara acaba amb Pepi II (que esmenta com al quart faraó de la dinastia VI) per omissió d'un faraó, i retorna amb Mentuhotep II, faraó unificador de la dinastia XI de Tebes. La llista va ser escrita a Memfis, per lleials a les dinasties governants en el lloc i, per tant, una vegada iniciat el trencament dinàstic de la dinastia VI, no es va reconèixer legitimat cap més faraó fins que Mentuhotep II va quedar com a únic referent de sobirania; per això, tots els altres noms que es disputaren el poder al mateix temps a Memfis, Herakleòpolis i Tebes foren suprimits.
La llista d'Abidos dona una relació de 22 reis de Memfis, entre els que formarien les dinasties vi, vii i viii sense cap trencament aparent; i continua després amb Menthotpe el faraó de Tebes. La llista d'Abidos hauria estat escrita per funcionaris que consideraven legítima la dinastia de Memfis; així, els faraons que van regnar a Memfis hi foren inclosos, però no pas els que regnaven al mateix temps a Herakleòpolis i Tebes, fins que el sobirà de Tebes va esdevenir únic.
El papir de Torí dona més de 180 anys a la dinastia VI (181 o 187), i es pot llegir el nom de dotze reis de la dinastia. Llavors, segueixen 18 reis d'Herakleòpolis sense dividir-los en dues dinasties (la IX i la X), com fa Manethó. Després, continua amb els faraons de Tebes, començant pels antecessors de Menthopte II. El papir era un document fet a Tebes, creat per un escriba de Tebes sota un govern tebà i, per tant, considerava els memfites sense legitimitat des del moment en què el nomarca de Tebes es va proclamar sobirà (la llista només dona 12 reis memfites; per tant, fou llavors quan els de Tebes es van proclamar sobirans, ja que la llista d'Abidos en dona 22). La línia d'Herakleòpolis fou inclosa perquè la grandesa de la branca tebana es va basar en la victòria sobre el sobirà d'Herakleòpolis.
La llista d'Abidos dona 22 noms de faraons de les dinasties VII i VIII. Entre aquesta llista, el papir de Torí i alguna troballa arqueològica, se'n poden esmentar almenys 24 noms, i potser algun més llegit amb una mínima diferència, però també alguns podrien ser noms diferents d'un mateix faraó. La seva seqüència és incerta. De la majoria es coneix poc més que el nom:
- Neterkare
- Menkare
- Neferkare II
- Neferkare III Nebi
- Djedkare Shemu
- Neferkare IV Khendu
- Merenhor
- Menkamin I
- Sneferka II
- Nekare
- Neferka Tereru o Neferkare V
- Neferkahor
- Neferkare VI (Neferkare Pepisneb)
- Sneferkare Annu
- Neferkamin o Menkamin II
- ...iw-kaure (Ibi I) ?
- Nefererkare II o Neferirkare II
- Wadjkare
- Sekhemkare
- Iti
- Imhotep
- Isu
- Iytenu
- Qakare (Ibi I ?)